# Woodstock (Virgínia)
Woodstock és una població dels Estats Units a l'estat de Virgínia. Segons el cens del 2000 tenia 3.952 habitants.

## Demografia
Segons el cens del 2000, Woodstock tenia 3.952 habitants, 1.685 habitatges, i 1.029 famílies. La densitat de població era de 469,5 habitants per km².
Dels 1.685 habitatges en un 25,7% hi vivien nens de menys de 18 anys, en un 46,6% hi vivien parelles casades, en un 11,6% dones solteres, i en un 38,9% no eren unitats familiars. En el 33,6% dels habitatges hi vivien persones soles el 18,3% de les quals corresponia a persones de 65 anys o més que vivien soles. El nombre mitjà de persones vivint en cada habitatge era de 2,17 i el nombre mitjà de persones que vivien en cada família era de 2,76.
Per edats la població es repartia de la següent manera: un 20,6% tenia menys de 18 anys, un 7% entre 18 i 24, un 24,5% entre 25 i 44, un 21% de 45 a 60 i un 26,9% 65 anys o més.
L'edat mediana era de 43 anys. Per cada 100 dones de 18 o més anys hi havia 74,4 homes.
La renda mediana per habitatge era de 35.288 $ i la renda mediana per família de 38.778 $. Els homes tenien una renda mediana de 25.616 $ mentre que les dones 22.115 $. La renda per capita de la població era de 18.373 $. Entorn del 10,4% de les famílies i el 12,6% de la població estaven per davall del llindar de pobresa.

## Poblacions més properes
El següent diagrama mostra les poblacions més properes.